# 里高市
里高市（英語：Ligao、中比科爾語：Ciudad kan Ligao）是菲律宾阿尔拜省的一座城市。2020年的人口普查顯示該市共有118,096人。